# Washbrook Street
Washbrook Street is een gehucht in het bestuurlijke gebied Babergh, in het Engelse graafschap Suffolk. Het maakt deel van de civil parish Copdock and Washbrook.